# Bahnstrecke Biendorf–Gerlebogk
| Streckennummer (DB): | 6839                                   |                          |                          |
| Kursbuchstrecke: | 156 g (1934) 156 b (1939) 181 c (1941) |                          |                          |
| Streckenlänge: | 7,1 km                                 |                          |                          |
| Spurweite: | 1435 mm (Normalspur)                   |                          |                          |
| |                                        |                          |                          |
| \| \| \| von Köthen \| \| \| \| 0,0 \| Biendorf \| Biendorf \| \| \| \| nach Aschersleben \| \| \| \| 0,2 \| Biendorf, Gerlebogker Bf \| Biendorf, Gerlebogker Bf \| \| \| 4,2 \| Preußlitz \| Preußlitz \| \| \| 7,1 \| Gerlebogk \| Gerlebogk \| \| \| \| nach Nauendorf \| \| |                                        |                          |                          |
| Strecke |                                        | von Köthen               | von Köthen               |
| Bahnhof | 0,0                                    | Biendorf                 | Biendorf                 |
| Abzweig ehemals geradeaus und nach rechts |                                        | nach Aschersleben        | nach Aschersleben        |
| Bahnhof (Strecke außer Betrieb) | 0,2                                    | Biendorf, Gerlebogker Bf | Biendorf, Gerlebogker Bf |
| Bahnhof (Strecke außer Betrieb) | 4,2                                    | Preußlitz                | Preußlitz                |
| Bahnhof (Strecke außer Betrieb) | 7,1                                    | Gerlebogk                | Gerlebogk                |
| Strecke (außer Betrieb) |                                        | nach Nauendorf           | nach Nauendorf           |

Die Bahnstrecke Biendorf–Gerlebogk (auch Preußlitzer Kohlebahn genannt) war eine Bahnstrecke in Sachsen-Anhalt. Sie verlief in den heutigen Grenzen auf dem Gebiet der Städte Bernburg (Saale) und Könnern.

## Geschichte
Der Raum um Gerlebogk und Preußlitz war in Anhalt für die Braunkohlegewinnung im 19. Jahrhundert von großer Bedeutung. Die Strecke Cöthen–Bernburg, die 1846 durch die Anhalt-Cöthen-Bernburger Eisenbahn-Gesellschaft (ACBE) erbaut wurde, verlief etwa sieben Kilometer nördlich von Gerlebogk. 1853 entstand eine zunächst 7,1 Kilometer lange normalspurige Eisenbahnstrecke bis Gerlebogk, die von den Braunkohlegruben finanziert wurde. Dem öffentlichen Güterverkehr stand die Bahn ab dem 2. April 1857 zur Verfügung. In erster Linie wurde sie zum Kohletransport genutzt.
Um die Jahrhundertwende entstand die Bahnstrecke Nauendorf–Gerlebogk. Ab dem 1. Januar 1901 wurde die Betriebsführung von der Nauendorf-Gerlebogker Eisenbahngesellschaft übernommen. Zum ersten Mal fand auf der Strecke auch Personenverkehr und Bahnpostbeförderung statt. Der Bahnhof Preußlitz ging erst am 1. September 1910 in Betrieb. Die Deutsche Reichsbahn übernahm 1929 den Betrieb. Von nun kamen Akkumulatortriebwagen zum Einsatz.
Zum Winterfahrplan am 6. Oktober 1941 wurde der Personenverkehr auf der Strecke endgültig eingestellt. Allerdings war der Verkehr zuvor schon bescheiden, so verkehrten im Sommerfahrplan 1939 immerhin noch zwei Zugpaare. Im Sommerfahrplan 1941 wurde der Personenverkehr schon als vorläufig eingestellt geführt. Nach dem Ende des Zweiten Weltkriegs wurden bis 1950 mit den Schuttbergen der zerbombten Städte Halle und Magdeburg die ausgekohlten Braunkohlefelder verfüllt. Sämtlicher Schutt wurde mit der Bahn transportiert. Ab 1948 wurde zudem Asche aus verschiedenen Bahnbetriebswerken verfüllt. Bis 1964 fand noch Güterverkehr statt. Danach wurden die Gleisanlagen abgebaut.